# Chenevixita
La chenevixita és un mineral de la classe dels arsenats. Rep el seu nom de Richard Chenevix (1774-1830), químic francès French chemist, analista d'un arsenat de coure i ferro de Cornualla l'any 1801, el qual més tard es va demostrar que era la chenevixita.

## Característiques
La chenevixita és un arsenat de fórmula química CuFe3+(AsO₄)(OH)₂. Cristal·litza en el sistema monoclínic. La seva duresa a l'escala de Mohs es troba entre 3,5 i 4,5. És l'anàleg amb Fe3+ de la luetheïta, amb la qual forma una sèrie de solució sòlida.
Segons la classificació de Nickel-Strunz, la chenevixita pertany a «08.DD - Fosfats, etc, només amb cations de mida mitjana, (OH, etc.):RO₄ = 2:1» juntament amb els següents minerals: luetheïta, acrocordita, guanacoïta, aheylita, calcosiderita, faustita, planerita, turquesa, afmita, childrenita, eosforita i ernstita.

## Formació i jaciments
Es tracta d'un mineral secundari relativament rar, en general poc visible a les zones oxidades d'alguns dipòsits de minerals polimetàl·lics hidrotermals. Va ser descoberta l'any 1866 a Wheal Gorland, a les mines de St. Day United, a Gwennap (Cornualla, Anglaterra). A dins dels territoris de parla catalana se n'ha descrit la chenevixita a tres indrets de la província de Castelló, a la Comunitat Valenciana: a la mina Amorosa i a la mina Cueva de la Guerra Antigua, a Vilafermosa, i a la mina Lealtad, a Xóvar. A Catalunya ha estat descrita a la mina «Iris 18» d'Escornalbou, a Riudecanyes (Baix Camp, Tarragona).